# Eteri Tutberidze
Eteri Gueórguievna Tutberidze (em russo: Этери Георгиевна Тутберидзе) (Moscou, 24 de fevereiro de 1974) é uma treinadora de patinação no gelo russa.

## Vida pessoal
Tutberidze nasceu em Moscou e é a caçula de cinco filhos, tendo ascendência armênia e russa. Sua mãe era engenheira do Ministério da Agricultura da Rússia e seu pai trabalhava na empresa Likhachev como motorista de táxi. Estudou na Academia de Educação Física de Malakhovka e recebeu um grau de coreógrafo do Instituto de Arte Contemporânea. Passou seis anos nos Estados Unidos vivendo em cidades como Oklahoma, Los Angeles e San Antonio. Tem uma filha chamada Diana, que nasceu em janeiro de 2003 em Las Vegas.

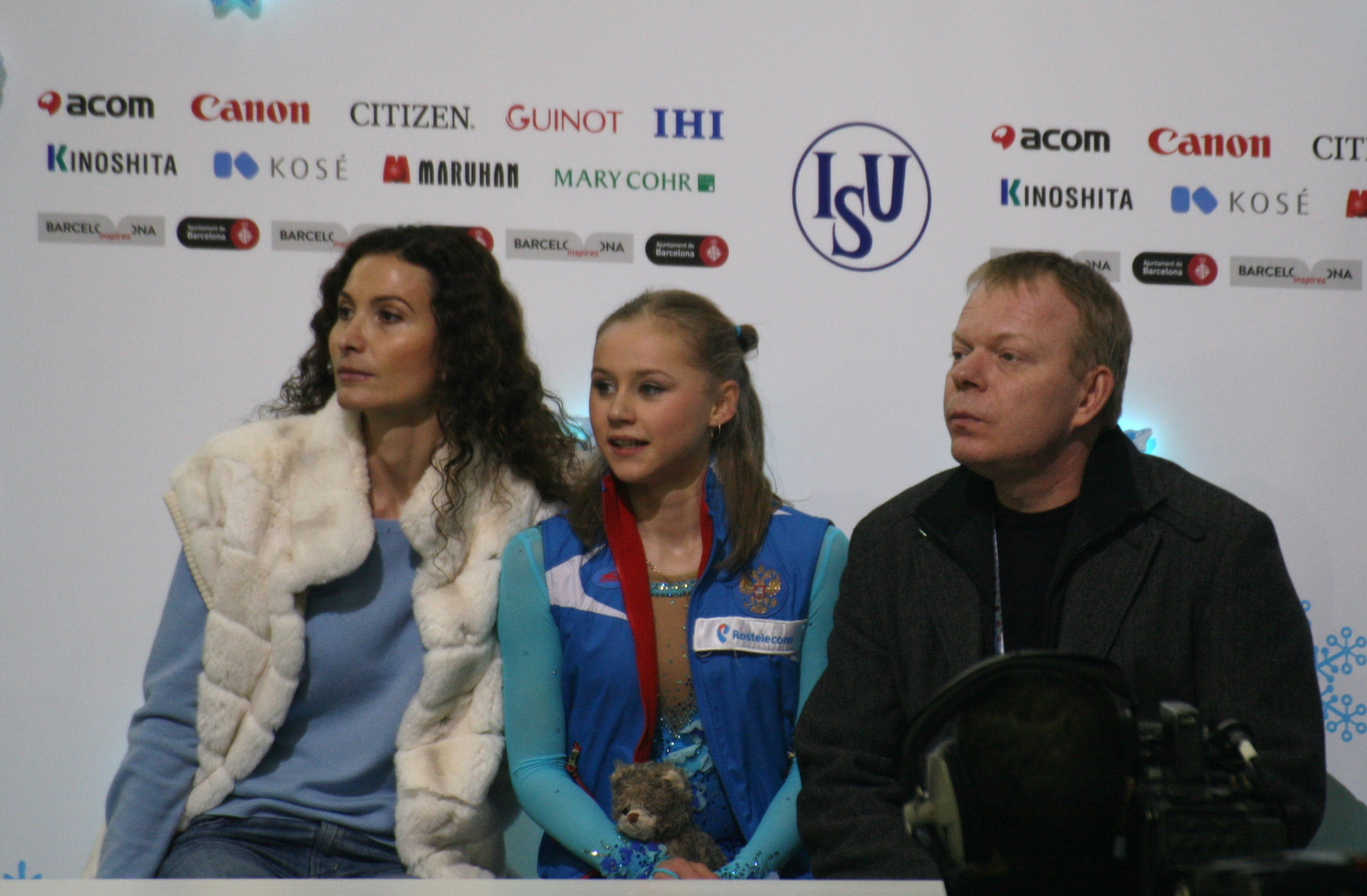
Tutberidze com sua aluna Serafima Sakhanovich e o treinador Sergei Dudakov.

## Carreira
Tutberidze começou a patinar com quatro anos e meio de idade, treinada por Evgenia Zelikova e Edouard Pliner. Passou a patinar na categoria dança no gelo, onde foi treinada por Lidia Kabanova por dois anos. Mais tarde, passou a trabalhar com Gennady Akkerman por 3 anos. Durante a temporada 1991-1992, Tutberidze treinou com Tatiana Tarasova até que decidiu fazer shows no gelo. Apareceu como parceira de Nikolai Apter em várias turnês durante vários anos e trabalhou como técnica em San Antonio, Texas. Ao voltar para a Rússia, ela foi instrutora em diversas pistas de patinação, incluindo um rinque de hóquei no gelo, que lhe permitiu usá-lo em tempo livre para os patinadores. Tutberidze trabalha no clube de patinação Sambo 70 em Moscou. Lidera, juntamente com Sergei Dudakov, co-técnico, um extenso time de patinadores.

### Alunos
Os alunos da categoria sênior de Tutberidze são: Alina Zagitova, campeã do Campeonato Mundial Júnior de 2017 e dos Jogos Olímpicos de Inverno de 2018, Evgenia Medvedeva, vice-campeã olímpica em 2018 e vencedora do Campeonato Europeu e Mundial em 2016 e 2017 , Anna Shcherbakova, campeã mundial em 2021, Alexandra Trusova, medalha de bronze no mundial de 2021, Alena Kostornaia, campeã europeia de 2020, e Kamila Valieva, campeã júnior da final do Grand Prix de 2019, além  do patinador da Geórgia Moris Kvitelashvili na categoria individual masculina. 
Outros estudantes de Tutberidze foram: sua filha Diana Davis ;  Yulia Lipnitskaya, Polina Korobeynikova, Polina Shelepen medalhista de prata da JGP, Serafima Sakhanovich, Medalhista de prata do Mundial Júnior de 2015, Adian Pitkeev, medalha de prata no Mundial Júnior de 2014 e Sergey Voronov, medalha de prata no Campeonato Europeu de 2014.